# Creoleon afer
Creoleon afer is een insect uit de familie van de mierenleeuwen (Myrmeleontidae), die tot de orde netvleugeligen (Neuroptera) behoort. 
Creoleon afer is voor het eerst wetenschappelijk beschreven door Navás in 1931.